# Рола (Северна Дакота)
Рола (енгл. Rolla) град је у америчкој савезној држави Северна Дакота.

## Демографија
По попису из 2010. године број становника је 1.280, што је 137 (-9,7%) становника мање него 2000. године.
| Група             | 2000.       | 2010.       |
| Белци             | 942 (66,5%) | 681 (53,2%) |
| Афроамериканци    | 1 (0,1%)    | 1 (0,1%)    |
| Азијати           | 8 (0,6%)    | 8 (0,6%)    |
| Хиспаноамериканци | 9 (0,6%)    | 23 (1,8%)   |
| Укупно            | 1.417       | 1.280       |